# Cosmin Vâtcă
Cosmin Vâtcă (n. 12 mai 1982, Turda, Cluj, România) este un fotbalist român care joacă pe post de portar, pentru clubul din SuperLiga României FCV Farul Constanța. Și-a făcut junioratul la echipa Arieșul Turda, în orașul său natal, și a debutat la profesionism la FC Bihor, alături de care a jucat și primele meciuri în Liga I, în 2004. Debutul său a fost consemnat la data de 2 mai 2004 la meciul FC Bihor Oradea - Steaua București, câștigat de Steaua cu 0-3. După un periplu de două sezoane la Oțelul Galați, în 2007 a ajuns la Steaua București, pentru care nu a bifat însă niciun meci oficial în Liga I, evoluând mai mult la echipa a doua, și apoi fiind împrumutat în 2009 la Gaz Metan Mediaș. În ianuarie 2011 a negociat un contract cu echipa pregătită de Mircea Rednic, Khazar Lankaran, dar în final oferta a picat și a rămas la Gaz Metan.